# Grigorij Vasiljevič Aleksandrov
Grigorij Vasiljevič Aleksandrov (rusko Григорий Васильевич Александров), sovjetski general, * 1895, † 1966.

## Življenjepis
Kot vodja centrov za vzrejo konj pri Glavnem konjeniškem direktoratu je bil leta 1937 aretiran; leta 1940 so ga izpustili.
Naslednje leto je postal vodja zaledne službe 28. rezervne armade, nato pa 20. in 24. (vse v letu 1941), naslednje leto je bil premeščen v 64. armado ter leta 1945 je postal vodja zaledne službe 7. gardne armade.